# Берталан Семере
Берталан Семере (на унгарски: Szemere Bertalan) е един от водачите на Унгарската революция през 1848 – 1849 година, министър-председател на Унгария в последните месеци на революцията.

## Биография
Семере произхожда от стар благороднически род в източния комитат Боршод. През 1832 година завършва право в Шарошпатак. Работи в администрацията на Боршод първо като нотариус, впоследствие като съдия, а от 1846 година – като заместник-управител на областта. През същия период е на два пъти (1843 – 1844 и 1847 – 1848) депутат и един от водачите на опозицията в унгарския съсловен парламент срещу абсолютистката полицейска система на Метерних в Австрийската империя.
След революцията през март 1848 година Семере е назначен за министър на вътрешните работи в правителството на Лайош Батяни. След падането на Батяни от власт и избухването на конфликта с хърватския бан Йосип Йелачич и с виенския двор в края на септември същата година Семере влиза в Комитета за защита на родината, оглавяван от Лайош Кошут. През декември е изпратен като комисар в североизточна Унгария, където организира партизанската съпротива срещу австрийските войски, нахлули от Галиция.
На 14 април 1849 година, когато унгарският парламент отхвърля династията на Хабсбургите и обявява Кошут за управител на страната, Семере става министър-председател. По инициатива на Семере и благодарение на усилията му през юли същата година унгарският парламент гласува резолюция за правата и културната автономия на неунгарските народности. По негова инициатива е приет и закон за еманципация на евреите, който не влиза в сила заради окупирането на Унгария от австрийските и съюзените с тях руски войски.
Не успял да спре руската военна интервенция с дипломатически средства, през август 1849 Семере е принуден да бяга, подобно на други унгарски революционери, в Османската империя. Осъден задочно на смърт от австрийските власти, след кратък престой в Цариград той се установява в Париж. Участва активно в политическия живот на унгарската емиграция, включително чрез обемисти спомени за революционните години, издадени във Франция и Германия. С публикациите си в началото на 50-те години се опитва да намали репутацията на борец за свобода, с която Кошут се ползва в чужбина.
След 1859 година Семере се застъпва за конституционен компромис между унгарците и Хабсбургите. През 1865 година, малко преди този компромис да стане факт, е амнистиран от император Франц Йосиф и се завръща в Унгария. По това време Семере е вече тежко болен. Завършва живота си в лечебница за душевно болни в Пеща.